# Сенаторы от департамента Манш
В соответствии с законодательством Франции избрание сенаторов осуществляется коллегией выборщиков, в которую входят депутаты Национального собрания, члены регионального и генерального советов, а также делегаты от муниципальных советов. Количество мест определяется численностью населения. Департаменту Манш в Сенате выделено 3 места. В случае, если от департамента избирается 3 и более сенаторов, выбор осуществляется среди списков кандидатов по пропорциональной системе с использованием метода Хэйра. Список кандидатов должен включать на 2 имени кандидата больше, чем число мандатов, и в составе списка должны чередоваться мужчины и женщины.

## Результаты выборов 2023 года
В выборах сенаторов 2023 года участвовали 8 списков кандидатов и 1655 выборщиков.
|  | Лидер списка         | Политическая направленность                                    | Получено голосов | %     | Кол-во мест | +/- (к 2017 г.) |
|  | -------------------- | -------------------------------------------------------------- | ---------------- | ----- | ----------- | --------------- |
|  | Филипп Ба            | Республиканцы, Разные правые                                   | 772              | 47,25 | 2           | 0               |
|  | Себастьен Фаньен     | Социалистическая партия, Коммунистическая партия, Разные левые | 359              | 21,97 | 1           | 0               |
|  | Гаэтан Ламбер        | «Горизонты», «Возрождение»                                     | 147              | 9,00  | 0           | 0               |
|  | Валери Нувель        | Разные правые                                                  | 103              | 6,30  | 0           | 0               |
|  | Мари-Франс Курдзьель | Национальное объединение                                       | 96               | 5,88  | 0           | 0               |
|  | Гийом Эдуэн          | Европа Экология Зелёные, Разные левые                          | 78               | 4,77  | 0           | 0               |
|  | Кристиан Вюльвер     | «Горизонты», Разные правые                                     | 59               | 3,61  | 0           | 0               |
|  | Патрик Гримбер       | Непокорённая Франция                                           | 20               | 1,22  | 0           | 0               |

## Результаты выборов 2017 года
В выборах сенаторов 2017 года участвовали 8 списков кандидатов и 1567 выборщиков.
|  | Лидер списка       | Политическая направленность                             | Получено голосов | %     | Кол-во мест | +/- (к 2011 г.) |
|  | ------------------ | ------------------------------------------------------- | ---------------- | ----- | ----------- | --------------- |
|  | Филипп Ба          | Республиканцы, Разные правые                            | 461              | 29,82 | 1           | 0               |
|  | Жан-Мишель Уллегат | Социалистическая партия, Разные левые                   | 318              | 20,57 | 1           | 0               |
|  | Жан Бизе           | Республиканцы, Разные правые                            | 254              | 16,43 | 1           | 0               |
|  | Жан-Мишель Маг     | Вперёд, Республика!                                     | 231              | 14,94 | 0           | 0               |
|  | Кристиан Вюльвер   | Союз демократов и независимых, Демократическое движение | 146              | 9,44  | 0           | 0               |
|  | Жан Лепети         | Союз демократов и независимых, Разные правые            | 61               | 3,95  | 0           | 0               |
|  | Ришар Делестр      | Коммунистическая партия                                 | 47               | 3,04  | 0           | 0               |
|  | Жан-Жак Ноэль      | Национальный фронт                                      | 28               | 1,81  | 0           | 0               |

## Период Пятой республики

### 2023—2029
- Филипп Ба (Республиканцы), член и бывший президент Совета департамента Манш, бывший министр солидарности и здравоохранения
- Беатрис Госслен[фр.] (Республиканцы), бывший мэр коммуны Гувиль-сюр-Мер
- Себастьен Фаньен[фр.] (Социалистическая партия), бывший член Совета департамента Манш, бывший мэр-делегат ассоциированной коммуны Шербур-Октевиль

### 2017—2023
- Филипп Ба (Республиканцы), президент Совета департамента Манш
- Жан-Мишель Уллегат (Социалистическая партия), мэр города Шербур-Октевиль
- Жан Бизе (Республиканцы)

### 2011—2017
- Филипп Ба (Республиканцы), вице-президент Генерального совета департамента Манш
- Жан Бизе (Республиканцы)
- Жан-Пьер Годфруа[фр.] (Социалистическая партия), бывший мэр города Шербур

### 2001—2011
- Жан Бизе (Союз за народное движение)
- Жан-Пьер Годфруа (Социалистическая партия)
- Жан-Франсуа Ле Гран[фр.] (Союз за народное движение позднее РП)

### 1992—2001
- Анна Айни[фр.] (Независимые республиканцы[фр.]*)
- Жан-Франсуа Ле Гран (Союз за народное движение)
- Жан-Пьер Тизо[фр.][1]
- Жан Бизе (Союз за народное движение)[2]

### 1983—1992
- Рене Травер[фр.]
- Жан-Пьер Тизо
- Жан-Франсуа Ле Гран

### 1974—1983
- Мишель Ивер[фр.][3]
- Огюст Кузен[фр.][4]
- Жан-Франсуа Ле Гран[5]
- Леон Жозё-Маринье[фр.][6]
- Рене Травер

### 1965—1974
- Анри Корна[фр.][7]
- Рене Травер[8]
- Мишель Ивер
- Леон Жозё-Маринье

### 1959—1965
- Анри Корна
- Мишель Ивер
- Леон Жозё-Маринье